# هدف زمین
هدف زمین (انگلیسی: Target Earth) یک فیلم علمی تخیلی ساخت آمریکا است که در سال ۱۹۵۴ میلادی ساخته شد. کارگردان این فیلم شرمن ای رز است. ریچارد دنینگ
و کاتلین کراولی در این فیلم ایفای نقش کرده‌اند.